# Daniele Sorice
Daniele Sorice (16 de febrero de 1982) es un deportista italiano que compitió en remo como timonel. Ganó una medalla de bronce en el Campeonato Mundial de Remo de 1998, en la prueba de cuatro con timonel.

## Palmarés internacional
| Campeonato Mundial | Campeonato Mundial | Campeonato Mundial | Campeonato Mundial |
| Año                | Lugar              | Medalla            | Prueba             |
| ------------------ | ------------------ | ------------------ | ------------------ |
| 1998               | Colonia (Alemania) | Medalla de bronce  | Cuatro con timonel |